# Генеалогія болю (книга)
Генеалогія болю (англ. «Genealogies of Pain») — подарункова книга Меріліна Менсона, фронтмена рок-гурту Marilyn Manson, та американського кінорежисера Девіда Лінча, яка вийшла 30 квітня 2011 р. у німецькому видавництві Verlag für moderne Kunst Nürnberg.
Вона є каталогом з 30 акварелями Менсона, деякі з яких можна було побачити на виставці «Genealogies of Pain», та зі світлинами з 4 ранніх експериментальних короткометражних фільмів Лінча: «Шість хворих осіб», «Бабуся», «Алфавіт» та «Ампутація». Книга також містить інтерв'ю з Менсоном, де він розповідає про свою техніку, а також художні традиції й школи, що вплинули на його роботи.